# Velšská baptistická unie
Velšská baptistická unie (anglicky Baptist Union of Wales; velšsky Undeb Bedyddwyr Cymru) je společenství baptistických církví ve Walesu.

## Historie
Duchovní tzv. všeobecných baptistů Hugh Evans byl jedním z prvních baptistů, kteří kázali ve Walesu kolem roku 1646 ve farnostech Llanyre, Cefnllys a Nantmel a také v celé horní části oblasti Wye Valley. V roce 1649 John Myles a Thomas Proud, kteří byli ve spojení s londýnskými baptisty, vedli vytvoření sboru v Ilston, Myles však nakonec odjel do Swansea v Massachusetts. Roku 1650 se konala první schůze tří velšských baptistických sborů. Národní unie vznikla roku 1866. Jedním z nejvýznamnějších velšských baptistických duchovních byl Christmas Evans.